# Fineasz i Ferb
Fineasz i Ferb (ang. Phineas and Ferb) – amerykański serial animowany stworzony przez The Walt Disney Company.
Premiera serialu miała miejsce 17 sierpnia 2007 na kanale Disney Channel w USA, a od 5 października 2007 roku na kanale Disney Channel w Polsce oraz 11 kwietnia 2009 roku na Jetix, który został zmieniony na Disney XD we wrześniu 2009 roku. Od 6 lipca 2015 roku serial jest emitowany w TV Puls. Od 22 kwietnia 2014 roku serial jest emitowany w Puls 2.
Opowiada on o dwóch przyrodnich braciach pragnących ciekawie spędzić okres letnich wakacji. Wykorzystują w tym celu, nieprzeciętną jak na swój wiek, wiedzę i umiejętności konstruktorskie, codziennie realizując inny projekt. Serial nasycony jest akcją, za sprawą siostry Fretki, utrudniającej chłopcom pracę oraz Pepe Pana Dziobaka, który na co dzień udając bezmyślnego ssaka i maskotkę braci, na czas tajnej misji zamienia się w Agenta P, walczącego z szalonym naukowcem Heinzem Dundersztycem. W efekcie równolegle następujących wydarzeń, wynalazki Fineasza i Ferba znikają, zanim Fretka zdąży ich zdemaskować przed mamą, Lindą.

## Historia
Twórcy serialu Dan Povenmire i Jeff „Swampy” Marsh pracowali wspólnie nad produkcją programu Nickelodeon, Rocko i jego świat. Pomysł powstania Fineasza i Ferba powstał, gdy będąc w restauracji Dan Povenmire, zaczął tworzyć zarys chłopca z głową w kształcie trójkąta – szkic tytułowego Fineasza. Povenmire i Marsh wspólnie opracowywali koncepcję serialu przez 16 lat, zanim rozpoczęto jego emisję na kanale Disney Channel.

## Ścieżka dźwiękowa
Serial znany jest również z licznych utworów muzycznych, które pojawiają się niemal we wszystkich odcinkach, począwszy od odcinka „Jednostrzałowiec”. Menadżerom Disneya spodobała się piosenka Gitchee, Gitchee Goo i zażądali oni, aby piosenki pojawiały się w każdym odcinku. Twórcy serialu piszą i nagrywają je w różnej liczbie i tempie muzycznym, w zależności od sposobu wykorzystania. Muzyka z serialu doczekała się czterech nominacji do nagród Emmy: w 2008 za piosenkę tytułową i Nie czuję rytmu z odcinka „Stary, będziemy mieć reaktywację” oraz w 2010 za piosenkę Wróć do nas, Pepe z odcinka „O, tu jesteś Pepe” oraz jedną za jej partyturę. Serial zdobył także wielu wielbicieli wśród dorosłej widowni.

### Muzyka
Struktura serialu Fineasz i Ferb oparta jest na koncepcji stworzonej przez Povenmire’a i Marsha podczas tworzenia Rocko i jego świat, według której w każdym odcinku musi wystąpić „piosenka lub utwór muzyczny oraz duża akcja lub scena pościgu”. Obaj twórcy serialu mają muzykalną przeszłość – Dan Povenmire grał rock’n’roll w czasie nauki w college’u, zaś dziadkiem Jeffa Marsha był Les Brown, lider zespołu Band of Renown.
Pierwotny scenariusz przygotowany dla Disneya obejmował piosenkę o Agencie P oraz Gitchee Gitchee Goo, znaną z odcinka „Jednostrzałowiec”. Menadżerom Disneya spodobały się przedstawione piosenki i poprosili twórców, aby pisali po jednej dla każdego odcinka.
Piosenki z serialu sięgają do wielu gatunków muzycznych, począwszy od szesnastowiecznych madrygałów, po muzykę z przedstawień na Broadwayu. Każda z piosenek jest intensywnie tworzona w czasie produkcji odcinka: koncepcja, partytura i słowa są pisane dość szybko. Marsh i Povenmire potrafią wspólnie napisać utwór „o prawie wszystkim” w najwyżej godzinę. Po napisaniu piosenki, Povenmire i Marsh przekazują ją w ręce serialowego kompozytora Danny’ego Jacoba w piątek wieczór. W poniedziałek piosenka jest już w pełni przygotowana.
Piosenka tytułowa, pierwotnie nazwana Today is Going to be a Great Day i śpiewana przez amerykański zespół Bowling for Soup, została w 2008 nominowana do nagród Emmy.
Emitowany w październiku 2009 (w Polsce 14 lutego 2010) specjalny odcinek drugiej serii serialu Fineasza i Ferba muzyczno-klipowe odliczanie, w pełni skupiał się na serialowej muzyce, pokazując 10 piosenek z pierwszej serii, które uzyskały najlepszy wynik w głosowaniu widzów.
Jesienią 2011 roku został wydany polski odpowiednik ścieżki dźwiękowej z filmu Phineas and Ferb: Across the 1st & 2nd Demensions pt. Fineasz i Ferb. Album zawiera 21 utworów z drugiej serii serialu oraz pełnometrażowego filmu z Fineaszem i Ferbem Podróż W Drugim Wymiarze

## Fabuła
Serial opowiada o przygodach przyrodnich braci, Fineasza Flynna i Ferba Fletchera, mieszkających w fikcyjnym mieście Danville. Ich starsza siostra Fretka Gertruda Flynn obsesyjnie stara się ich „przyłapać” na tworzeniu wynalazków i realizowaniu pomysłów, zwykle dzwoniąc do mamy i zawiadamiając ją o wyczynach chłopców.
W tym czasie domowy dziobak Fineasza i Ferba o imieniu Pepe pracuje dla rządowej agencji zwanej O.W.C.A. (ang. Organization Without a Cool Acronym – „Organizacja bez fajnego skrótu”), dla której pracują tylko zwierzęta. Wrogiem Pepe Pana Dziobaka jest szalony doktor Dundersztyc, pragnący zapanować nad obszarem trzech stanów.

## Humor
Znaczna część serialowego humoru opiera się na powiedzonkach, które występują w każdym odcinku, niekiedy zmieniając nieco formę (ang. recurring jokes). Na przykład gdy dostawca pyta Fineasza, czy nie jest za młody na wykonywanie swoich wielkich idei, chłopiec odpowiada „Tak, tak jestem”. Innym przypadkiem powiedzonka jest pytanie „Hej, gdzie jest Pepe?” zadawane zwykle przez Fineasza, zanim chłopcy przystąpią do wykonywania swoich pomysłów. Z kolei konfrontacja pomiędzy Dundersztycem a Pepe Panem Dziobakiem zwykle powoduje, że wielka idea Fineasza i Ferba znika, zanim Fretka zdąży pokazać ją mamie. Pojawiającym się często gagiem jest także inwestor i jego żona, która pyta go „Czy ty myślałeś, że (pewna rzecz) spadnie ci prosto z nieba?” i w tym momencie rzecz wymieniona w pytaniu spada z nieba. Z humorem w serialu związane są również zdania wypowiadane zawsze przez określone postaci, np. „A niech cię, Pepe Panie Dziobaku!” wypowiadane przez doktora Dundersztyca oraz „Cześć Fineasz, co robicie?”, pytanie, które zwykle zadaje chłopcom ich przyjaciółka Izabela Garcia-Shapiro.
Odwrót od formuły nastąpił w drugiej serii, akcja odcinków, którego często była zawiązywana w sposób nieco bardziej skomplikowany. W mniejszym stopniu dotknęło to wątku walki Pepe z Dundersztycem.
Niektóre aspekty humoru skierowane są dla osób dorosłych, w tym częste odniesienia do kultury masowej. Twórca serialu, Dan Povenmire określił serial jako kombinację produkcji Family Guy i SpongeBob Kanciastoporty. Współtwórca Fineasza i Ferba, Jeff „Swampy” Marsh powiedział, że serial nie został stworzony tylko dla dzieci, ale po prostu nie wyklucza ich jako odbiorców.

## Bohaterowie
Główni bohaterowie serialu żyją w rodzinie mieszanej, gdyż twórcy uznali ten model rodziny za rzadko używany w programach dla dzieci i chcieli odzwierciedlić wychowanie jednego z twórców, Jeffa Marsha. Według Marsha „nie ma to znaczenia dla życia dzieci. Żyją one w wielkiej, mieszanej rodzinie i to jedyne co musimy wiedzieć”. Wybór dziobaka jako zwierzęcia domowego chłopców również był inspirowany dotychczasowym niewykorzystaniem przez media, jak również ze względu na jego efektowny wygląd. Dziobak daje również chłopcom więcej wolności, aby „wykonać wyznaczone zadania”, gdyż „mało kto wie coś o nich”.
Marsh nazwał serialowe postaci „fajnymi, nerwowymi i sprytnymi, jednak nie podłymi”. Według Povenmire’a, dyrektor animacji Rob Hughes zgodził się z tą opinią: „We wszystkich innych programach każda postać jest osłem albo głupcem, ale w tej produkcji nie ma osłów ani głupców”.

### Obsada
|                          | [ 24 ]                 | [ 24 ]                    |
| ------------------------ | ---------------------- | ------------------------- |
| Fineasz Flynn            | Vincent Martella       | Wit Apostolakis-Gluziński |
| Ferb Fletcher            | Thomas Brodie-Sangster | Mateusz Narloch           |
| Fretka Flynn             | Ashley Tisdale         | Monika Pikuła             |
| Pepe Pan Dziobak         | Dee Bradley Baker      | Dee Bradley Baker         |
| Doktor Heinz Dundersztyc | Dan Povenmire          | Wojciech Paszkowski       |
| Izabela Garcia-Shapiro   | Alyson Stoner          | Justyna Bojczuk           |
| Baljeet Tjinder          | Maulik Pancholy        | Anna Apostolakis          |
| Buford Van Stomm         | Bobby Gaylor           | Cezary Kwieciński         |
| Jeremiasz Johnson        | Mitchel Musso          | Grzegorz Drojewski        |
| Stefa Hirano             | Kelly Hu               | Anna Sztejner             |
| Vanessa Dundersztyc      | Olivia Olson           | Beata Wyrąbkiewicz        |
| Linda Flynn-Fletcher     | Caroline Rhea          | Agnieszka Kunikowska      |
| Lawrence Fletcher        | Richard O’Brien        | Robert Tondera            |
| major Francis Monogram   | Jeff „Swampy” Marsh    | Dariusz Odija             |
| Carl                     | Tyler Alexander Mann   | Krzysztof Szczerbiński    |

## Serie
| Sezon | Odcinki | Premiera serii   | Finał serii       | Premiera serii      | Finał serii       |
| ----- | ------- | ---------------- | ----------------- | ------------------- | ----------------- |
| 1     | 26      | 17 sierpnia 2007 | 18 lutego 2009    | 5 października 2007 | 18 maja 2009      |
| 2     | 39      | 19 lutego 2009   | 11 lutego 2011    | 1 maja 2009         | 3 września 2011   |
| 3     | 35      | 4 marca 2011     | 30 listopada 2012 | 17 września 2011    | 21 marca 2013     |
| 4     | 40      | 7 grudnia 2012   | 12 czerwca 2015   | 18 kwietnia 2013    | 21 listopada 2015 |
| 5     | 20      | 5 czerwca 2025   |                   |                     |                   |
| 6     | 20      |                  |                   |                     |                   |

## Filmy
W 2010 podano informację o rozpoczęciu produkcji pełnometrażowego filmu na podstawie serialu pod tytułem Fineasz i Ferb: Podróż w drugim wymiarze (Phineas and Ferb The Movie: Across the 2nd Dimension). 26 kwietnia 2010 rozpoczęto nagrywanie dialogów do filmu. Ukazał się w USA 5 sierpnia 2011 roku na kanale Disney Channel. 5 listopada 2011 miała miejsce premiera w Polsce.
11 kwietnia 2019 potwierdzono powstawanie drugiego filmu na podstawie serialu The Phineas and Ferb Movie: Candace Against the Universe. Globalna premiera odcinka miała miejsce na platformie Disney+ 28 sierpnia 2020 roku.